# Tibor Szívos
Tibor Szívos – węgierski zapaśnik walczący w stylu klasycznym.
Zajął trzecie miejsce w Pucharze Świata w 1986 roku.